# Luzin (cráter)
Luzin es un cráter de impacto del planeta Marte que colisionó con la cresta norte del enorme cráter Cassini, al suroeste de Quenisset, al oeste de Flammarion, al este de Maggini y al sureste de Cerulli, a 27.3° norte y 328.8º oeste. El impacto causó un boquete de 97 kilómetros de diámetro. El nombre fue aprobado en 1976 por la Unión Astronómica Internacional, en honor al matemático soviético Nikolai Luzin (1883-19507).